# Kagrra,
Kagrra (神樂 Kagura?) fue una banda japonesa de Visual kei. Originalmente firmaron para la ahora desaparecida discográfica Key Party Records bajo el nombre de "CROW". El grupo cambió más tarde su nombre cuando firmó con la PS Company en el 2000. La banda debutó como major band en el 2004 con su sencillo "Urei". Kagrra solía moverse bajo el concepto del llamado "Neo Japonés". Sus letras eran del estilo Heian, sus trajes solían incorporar estilos de la ropa tradicional japonesa, así también los instrumentos tradicionales japoneses y ritmos de tambor fueron utilizados en algunas de sus canciones. El 10 de noviembre de 2010 se anuncia que Kagrra se separaría después de diez años. Como última petición, los miembros de la banda pidieron a sus fanes que se refirieran al hecho como una "desaparición" en lugar de una disolución. La banda declaró que daría su adiós a sus fanes con un álbum y una última gira. El álbum se tituló, "Hyakki Kenran", que fue lanzado el 2 de febrero de 2011. Su última gira comenzó el 13 de febrero de 2011, hasta su concierto final el 3 de marzo de 2011 en el Shibuya C.C. Lemon Hall en Tokio.4.

## Miembros
- Isshi (一志) – voz [Fallecido - 18 de julio de 2011]
- Akiya (楓弥) – guitarra
- Shin (真) – guitarra, koto
- Nao (女雅) – bajo
- Izumi (白水) – batería

## Discografía

### Demos
| Título            | Fecha de lanzamiento | Discográfica |
| ----------------- | -------------------- | ------------ |
| Hyakuyae (百夜絵) | 13 de julio de 1999  |              |
| Kotodama (恋綴魂) | ？                   |              |

### Álbumes y EP
| Título                   | Fecha de lanzamiento     | Discográfica                       |
| ------------------------ | ------------------------ | ---------------------------------- |
| Nue (鵺)                 | 1 de diciembre de 2000   | PS Company                         |
| Sakura (桜)              | 3 de marzo de 2001       | PS Company                         |
| Irodori (彩)             | 3 de octubre de 2001     | PS Company                         |
| Kirameki (煌)            | 1 de mayo de 2002        | PS Company                         |
| Gozen                    | 11 de diciembre de 2002  | PS Company                         |
| Ouka Ranman (桜花爛漫)   | 24 de septiembre de 2003 | PS Company                         |
| Miyako (京)              | 3 de marzo de 2004       | Columbia                           |
| San (燦)                 | 20 de julio de 2005      | Columbia                           |
| Shizuku (雫)             | 14 de febrero de 2007    | Columbia                           |
| Core                     | 9 de enero de 2008       | King Records / Europa: CLJ Records |
| Shu (珠)                 | 1 de abril de 2009       | King Records / Europa: CLJ Records |
| Hyakki Kenran (百鬼絢爛) | 2 de febrero de 2011     | King Records / Europa: CLJ Records |

### Sencillos
| Título                                                | Fecha de lanzamiento     | Discográfica      |
| ----------------------------------------------------- | ------------------------ | ----------------- |
| "Kotodama" (恋綴魂)                                   | 21 de junio de 2000      | PS Company        |
| "Genwaku no Joukei" (幻惑の情景)                      | 27 de abril de 2001      | PS Company        |
| "Memai" (眩暈)                                        | 26 de mayo de 2001       | PS Company        |
| "Kamiuta" (神謌)                                      | 29 de junio de 2001      | PS Company        |
| "Tsurezure Naru Mama Ni..." (徒然なるままに、、、)    | 27 de abril de 2001      | PS Company        |
| "Yume Izuru Chi" (夢イズル地)                         | 3 de abril de 2002       | PS Company        |
| "Iro wa Nioedo" (いろはにほへと)                      | 5 de mayo de 2002        | PS Company        |
| "Kakashi" (案山子)                                    | 5 de mayo de 2002        | PS Company        |
| "Sakura Mai Chiru Ano Oka De" (桜舞い散るあの丘で)    | 4 de octubre de 2002     | PS Company        |
| "Kotodama" (恋綴魂)                                   | 4 de octubre de 2002     | PS Company        |
| "Haru Urara" (春麗ら)                                 | 28 de mayo de 2003       | PS Company        |
| "Yotogi Banashi" (夜伽噺)                             | 30 de julio de 2003      | PS Company        |
| "Urei" (愁)                                           | 1 de enero de 2004       | Columbia          |
| "Rin" (凛)                                            | 21 de julio de 2004      | Columbia          |
| "Omou" (憶)                                           | 27 de octubre de 2004    | Columbia          |
| "Sarasouju no Komoriuta" (沙羅双樹の子護唄)           | 2 de febrero de 2005     | Columbia          |
| "Gen'ei no Katachi" (幻影の貌)                        | 2 de febrero de 2005     | Columbia          |
| "Chikai no Tsuki" (誓ノ月)                            | 1 de febrero de 2006     | Columbia          |
| "Utakata" (うたかた) *                                | 22 de noviembre de 2006  | Columbia          |
| "Uzu" (渦)                                            | 10 de septiembre de 2008 | Columbia          |
| "Shiki" (四季)                                        | 21 de octubre de 2009    | King Records      |
| "Tsuki ni Murakumo Hana ni Ame" (月に斑雲 紫陽花に雨) | 16 de junio de 2010      | Peace&Smile Music |
| "Shiroi Uso" (白ゐ嘘)                                 | 11 de agosto de 2010     | Peace&Smile Music |

* #21 Oricon Weekly Charts, 4 de diciembre de 2006

### Videografía
| Título                                                   | Fecha de lanzamiento     | Discográfica | Medio |
| -------------------------------------------------------- | ------------------------ | ------------ | ----- |
| Kagura-fuu Unroku (神楽風雲録)                           | 3 de marzo de 2002       | PS Company   | VHS   |
| Yume Izuru Chi (夢イズル地)                              | 16 de junio de 2002      | PS Company   | VHS   |
| Hisai (秘祭)                                             | 19 de noviembre de 2003  | PS Company   | DVD   |
| Kaika Sengen Ouka Ranman (～開花宣言～「桜花爛漫」)      | 7 de abril de 2004       | PS Company   | DVD   |
| Miyako Inishie no Tobira ga Ima (京～古の扉が今、、、～) | 21 de julio de 2004      | Columbia     | DVD   |
| Sara Natsukashi no Rakuen (沙羅～懐かしの楽園～)         | 3 de agosto de 2005      | Columbia     | DVD   |
| Unsanmusyo (雲燦霧消)                                    | 30 de noviembre de 2005  | Columbia     | DVD   |
| Kiseki~ni (鬼跡～弐)                                     | 27 de septiembre de 2006 | Columbia     | DVD   |